# Západni (Krymsk, Krasnodar)
Západni (del ruso: Западный) es un jútor del raión de Krymsk del krai de Krasnodar, en Rusia. Está situado en los arrozales bañados por los distributarios del delta del Kubán, en la orilla izquierda del mismo, frente a Prikubanski 22 km al norte de Krymsk y 66 km al oeste de Krasnodar. Tenía 22 habitantes en 2010
Pertenece al municipio Troitskoye.